# الأشعة الكونية من خارج المجرة

مخطط طيف طاقة الأشعة الكونية.

الأشعة الكونية من خارج المجرة هي جزيئات عالية الطاقة تدخل إلى المجموعة الشمسية من خارج مجرة درب التبانة. تزيد الطاقة التي تمتلكها هذه الجسيمات عن 〖10〗^15 إلكترون فولت.

## المصدر
على عكس الأشعة الشمسية أو الكونية أو المجرية فنحن لا نعرف الكثير عن أصول الأشعة الكونية من خارج المجرة. ويعزى ذلك بشكل كبير إلى قلة الإحصاءات: حيث يصل نحو جسيم أشعة كونية خارجي واحد لكل متر مربع من سطح الأرض في السنة.
هناك العديد من الطروحات تخص العمليات التي قد تكون مسؤولة عن إصدار الأشعة الكونية بهذه الطاقات العالية. تقول فكرة (من الأقل إلى الاعلى) أنَّ الاشعة الكونية الخارجية تكتسب طاقة أكبر من خلال العمليات الكهرومغناطيسية. يسمح التأرجح جيئة وذهابا بشكل عشوائي في موجات صدم بعض الأجسام لبعض الجزيئات باكتساب الطاقة. قد ينتج ذلك في النهاية السرعة الكافية التي لم يعد بإمكان الجسم احتوائها حيث تخرج بعض الأجسام منه. بعض الاماكن المقترحة لهذا النوع من التسارعات هي رشقات أشعة جاما ونوى المجرات النشطة. يشير التحليل الأخير لقياسات الأشعة الكونية بواسطة مرصد بيير أوجيه إلى وجود علاقة بين اتجاهات وصول الأشعة الكونية لأعلى الطاقات التي تقدر بنحو 5* 〖10〗^15 الكرتون فولت ومواقع المجرات النشطة القريبة.
توجد العديد من المصادر المحتملة مثل أنظمة المجرات الصدامية، وصدمات التدفق المتراكمة التي تحدث في مجموعات من المجرات، وعمليات يعود تاريخها إلى بداية الكون مثل انحلال الجزيئات الثقيلة الموجودة في الهالة المجرية، أو الخلل الطبوغرافي.

## التكوين
نظرًا لقلة وصول الجسيمات الكونية الخارجية إلى سطح الأرض لا يُعرف الكثير عن تركيبها. تتنبأ معظم الابحاث المستندة إلى النماذج النظرية والعددية بأن النوى الذرية الخفيفة مثل البروتونات هي النوع السائد من الجسيمات.